# Padamara (Sukamulia)
Padamara is een bestuurslaag in het regentschap Oost-Lombok van de provincie West-Nusa Tenggara, Indonesië. Padamara telt 3753 inwoners (volkstelling 2010).